# أكاديمية فنون الرسم
أكاديمية فنون الرسم، هي أكاديمية للفنانين في فلورنسا بإيطاليا. تأسست الأكاديمية فنون الرسم، أو "أكاديمية وشركة فنون الرسم"، في 13 يناير 1563 من قبل كوزيمو أنا دي ميديشي، تحت تأثير جورجيو فاساري. كانت تتألف من جزأين: كانت الشركة نوعًا من النقابة لجميع الفنانين العاملين، بينما كانت الأكاديمية تضم شخصيات فنية بارزة في بلاط كوزيمو، وأشرف على الإنتاج الفني في توسكانا. سميت لاحقًا بـ أكاديمية فنون الرسم.
الفنانين بما في ذلك مايكل أنجلو بوناروتي، لازارو دوناتي، فرانشيسكو دا سانغالو، برونزينو، بينفينوتو سيليني، جورجيو فاساري، بارتولوميو عممناتي، و جيامبولونا كان أعضاء. كان معظم أعضاء الأكاديمية من الذكور؛ كانت أرتيميسا جنتلسكي أول امرأة يتم قبولها.
وتتمثل أغراضها المعلنة في الترويج للفنون ونشرها، وحماية التراث الثقافي والمحافظة عليه في جميع أنحاء العالم. تنظم المؤتمرات والحفلات الموسيقية وعروض الكتب والمعارض، وتنتخب فنانين مشهورين من جميع أنحاء العالم لعضوية فخرية.

## تاريخ

### الأكاديمية الأولى لفنون الرسم
تم تأسيس أول الأكاديمية الأولى لفنون الرسم بواسطة كوزيمو أنا دي ميديشي في 13 يناير 1563، تحت تأثير جورجيو فاساري. كانت تسمى في البداية أكاديميا وكوماجينيا ديلي آرتي ديل ديجنو، أو "شركة فنون الرسم"، وتتكون من جزأين: كانت الشركة نوعًا من النقابة لجميع الفنانين العاملين، بينما كانت الأكاديمية مخصصة المزيد من الشخصيات الفنية البارزة في بلاط كوزيمو، وأشرف على الإنتاج الفني في توسكانا. سميت لاحقًا بـ أكاديمية فنون الرسم. في البداية، اجتمعت الأكاديمية في أروقة سانتيسيما أنونزياتا.
في عام 1784، قام بيترو ليوبولدو، دوق توسكانا الأكبر، بدمج جميع مدارس الرسم في فلورنسا في مؤسسة واحدة، أكاديمية دي بيل آرت دي فلورنسا الجديدة، أو أكاديمية الفنون الجميلة. وهكذا تم قمع أكاديمية فنون الرسم وتحويله في كلية أساتذة الأكاديمية.

### الأكاديمية الحالية فنون الرسم
في إعادة التنظيم التي أعقبت توحيد إيطاليا، تم فصل كلية أساتذة أكاديمية فنون الرسم مرة أخرى عن أكاديمية الفنون الجميلة في فلورنسا في عام 1873؛ أصبحت مستقلة تمامًا عنها في عام 1937، وكانت في نفس الوقت مقسمة إلى ثلاث مدارس أو فصول، الهندسة المعمارية والرسم والنحت والنقش. أصبح النحت والرسم فئتين منفصلتين بموجب قانون جديد لعام 1953. منذ عام 1971، احتلت الأكاديمية قصر الفن في بيكاي، في طريق أورسانميكيل. تم نشر النظام الأساسي الحالي للمنظمة بموجب مرسوم صادر عن رئيس جمهورية إيطاليا، وهو بتاريخ 17 مايو 1978.

## التنظيم والعضوية
منذ القانون الأساسي لعام 1978، تم تقسيم أكاديمية فنون الرسم إلى خمس فئات: الرسم والنحت والعمارة وتاريخ الفن والعلوم الإنسانية والعلوم. هناك أربع فئات للعضوية: عضوية فخري، وعادية، ومراسل، وفخرية.
ومن الأعضاء البارزين في الأكاديمية ساندرو شيا وهانس إرني وأنسيلم كيفر في الرسم. أرنالدو بومودورو وجوليانو فانجي وداني كارافان في النحت؛ ماسيمو كارماسي وباولو بورتوجيسي في الهندسة المعمارية؛ ديفيد وايتهاوس في تاريخ الفن. وسلفاتوري أكاردو وكارلو جينزبورغ في العلوم الإنسانية.

### العضوية الفخرية
تمنح الأكاديمية لقب أكاديميكو دونور، أو العضو الفخري، لأولئك الذين تعتبرهم بارزين في الثقافة والفنون. وهي تسرد 138 عضوا فخريا من هذا القبيل. ومن بينهم أندريا برانزي، ودانيال بورين، وفرناندو كارانشو، وأندريا كلوديو جالوزو، وهيرمان هيرتزبيرجر، ومايكل هيرست، وجاسبر جونز، وجينا لولوبريجيدا، وبيير روزنبرغ، وإدواردو فيسينتيني، وأليساندرو فيتسوسي، ولويس والدمان، والفائزين بجائزة بريتزكر روبرت فينتوري ورينزو بيانو.
ومن بين الأكاديميين السابقين في العالم جوليو أندريوتي وألبرتو رونشي والحائزة على جائزة نوبل ريتا ليفي مونتالسيني ويورن أوتزون.